# Derogacja (prawo)
Derogacja (łac. derogatio, odstępstwo) – uchylenie części (według niektórych źródeł też całości) normy prawnej, z zastąpieniem lub bez zastąpienia jej nową.

## Terminy pokrewne
- Abrogacja – całkowite uchylenie normy prawnej bez zastępowania jej nową.